# Médio Sava

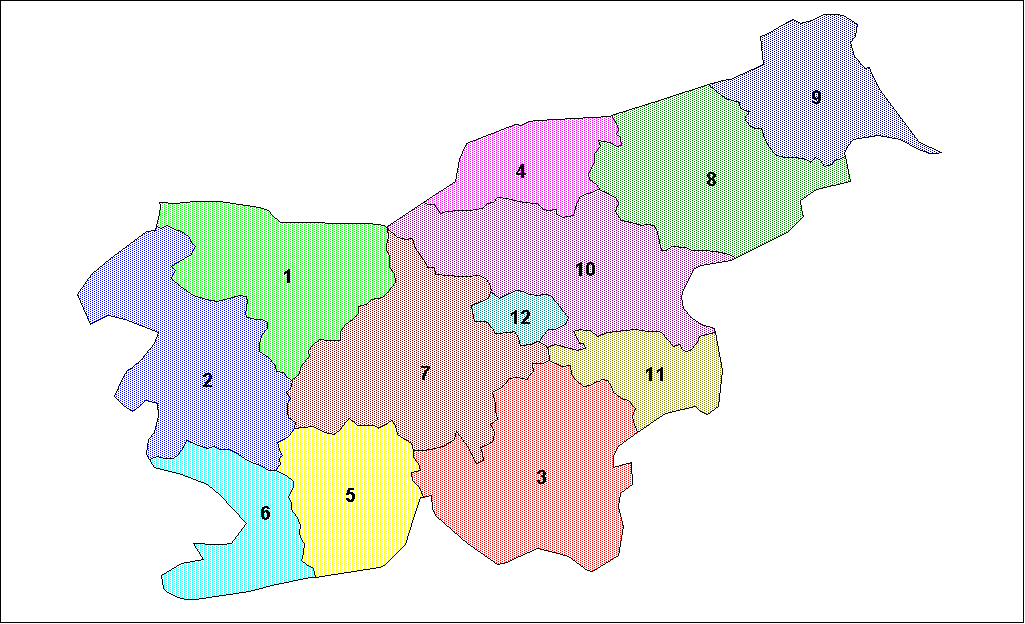
Zasavska (nº 12, em azul turquesa, no centro), região estatística da Eslovénia

A região do Médio Sava ou do Sava Central (em esloveno:  Zasavska regija) é uma das doze regiões estatísticas em que se subdivide a Eslovénia. Em finais de 2005, contava com uma população de 45 356 habitantes.
É composta pelos seguintes municípios:
- Hrastnik
- Litija
- Trbovlje
- Zagorje no Sava (Zagorje ob Savi)